# تايلر بوسي
تايلر غارسيا بوسي (بالإنجليزية: Tyler Garcia Posey)‏ معروف بـ (تايلر بوسي) ولد في (18 أكتوبر 1991) في سانتا مونيكا، كاليفورنيا، الولايات المتحدة الأمريكية، هو ممثل وموسيقي أمريكي. عُرف بتأديته لدور (سكوت ماكول) في المسلسل التلفزيوني «تين وولف» التي قدمتها إم تي في.

## مشواره الفني
العمل باطراد في السينما والتلفزيون على مدى العقد الماضي، تايلر بوسي هو أيضا رجل أمام الفرقة (بالإنجليزية: Lost In Kostko)‏، حيث يغني ويعزف على الغيتار.
من 2001 إلى 2004 لعب دور بدور شخصية راؤول جارسيا في المسلسل التلفزيوني «وثيقة». وفي عام 2002، قام ببطولة فيلم جينيفر لوبيز عكس ابنها تاي فينتورا في الفيلم الرومنسي «خادمة في مانهاتن». وفي عام 2005 ولعب بدور الشاب آبي ويلر في مسلسل «في الغرب». بين عامي 2006 و 2007 لعب الدور الداعم غابرييل هيدون في المسلسل الدرامي «الاخوة والأخوات».
كما ظهر كضيف شرف في بعض المسلسلات التلفزيونية «سو توماس: العين»، وسمولفيل، «دون أثر».
وفي 2011 أدى في الدور القيادي الاختراق، وقد يلقي تايلر بوسي في المسلسل التلفزيوني من قناة إم تي في باسم «تين وولف» (إعادة تخيل للفيلم عام 1985 بنفس الاسم) بدور شخصية سكوت وهو معسول الكلام - وهو طالب في مدرسة ثانوية تم عضه من قبل الذئب. ياهو! يستشهد له بوصفه تايلور لوتنر المقبل.

## الحياة الشخصية
ولد بوسي في سانتا مونيكا، كاليفورنيا، وهو ابن الممثل «جون بوسي». كان يعيش في سانتا كلاريتا، كاليفورنيا، واثنين من الإخوة، جيسي وديريك. تراثه هو مكسيكي (على الجانب أمه)،  الأيرلندية والاسكتلندية والإنجليزية والهندية الأميركية.
ومن هواياته كتابة الموسيقى والغناء والتزلج.
وقال:
| تايلر بوسي | انه حضر "مدرسة هارت الثانوية" في سانتا كلاريتا في كاليفورنيا. | تايلر بوسي |

وكشف أن بوسي كانت أول قبلة له من صديقته الفنانة مايلي سايرس كما تقول المصادر.

## فيلموغرافيه
| السنة     | التلفزيون       |
| --------- | --------------- |
| 2001-2004 | وثيقة           |
| 2002      | دون أثر         |
| 2005      | سو توماس: العين |
| 2005      | في الغرب        |
| 2006      | سمولفيل         |
| 2006-2007 | الاخوة والاخوات |
| 2009      | مرتفعات لينكولن |
| 2011-2017 | تين وولف        |

| السنة | الفيلم                |
| ----- | --------------------- |
| 2000  | رجال الشرف            |
| 2002  | الأضرار الجانبية      |
| 2002  | خادمة في مانهاتن      |
| 2005  | الداخل إلى الخارج     |
| 2006  | فيريتاس، أمير الحقيقة |
| 2010  | أسطوري                |

## الجوائز والترشيحات
| السنة | الجائزة                  | الفئة                                                              | النتيجة | الرابط |
| ----- | ------------------------ | ------------------------------------------------------------------ | ------- | ------ |
| 2002  | "جائزة الفنان الشاب"     | "أفضل أداء في مسلسل تلفزيوني كوميدي - دعم ممثل شاب"                | ترشح    | [ 9 ]  |
| 2004  | "جائزة الفنان الشاب"     | "أفضل أداء في مسلسل تلفزيوني (كوميدي أو دراما) - الممثل الشاب دعم" | ترشح    | [ 9 ]  |
| 2005  | "جائزة النعمة"           | "الأكثر إلهاما والتلفزيون بالانابة"                                | ترشح    | [ 9 ]  |
| 2011  | "جوائز اختيار المراهقين" | "اختيار نجم التلفزيون الصيفية: ذكر"                                | ترشح    | [ 9 ]  |
| 2011  | "جوائز اختيار المراهقين" | "اختيار نجم التلفزيون: نجم الاندلاع"                               | ترشح    | [ 9 ]  |